# 대적
대적 (大敵)은 누군가 또는 무언가의 주요 적이다. 허구에서, 영웅/주인공의 최악의 적인 등장인물이다.

## 같이 보기
- 악역
- 대악
- 범죄자 갤러리
- 슈퍼빌런
- 악당